# Đông Bắc Đại Tây Dương
Đông Bắc Đại Tây Dương (tiếng Anh: Atlantic Northeast) là một vùng thuộc Bắc Mỹ bao gồm vùng Tân Anh của Hoa Kỳ và vùng duyên hải phía đông của Canada. Các định nghĩa về vùng này thì phức tạp: tại Tân Anh Cát Lợi nó có thể chỉ giới hạn vào khu vực nông thôn phía bắc và nó cũng có thể kéo dài lên hết phần Canada Đại Tây Dương.
Vùng này được ghi nhận là có nền văn hoá thống nhất, khí hậu lạnh lẽo, có nhiều rừng rậm, và có chung lịch sử kinh tế khai thác rừng và đánh cá. Sự thống nhất vùng này còn đi xa hơn nữa ở một khu vực gọi là "Gray Zone" (vùng xám) là nơi có sự tranh chấp chủ quyền giữa Canada và Hoa Kỳ. Nó nằm bên ngoài khơi tỉnh bang New Brunswick và tiểu bang Maine. Vùng đất duy nhất của khu vực này là hai hòn đảo, Đảo Machias Seal và North Rock. "Gray Zone" là một trong bốn khu vực mà hai quốc gia vẫn còn đang tranh chấp chủ quyền nhưng nó là khu vực tranh chấp duy nhất có phần mặt đất. Năm 1979, cả hai đã nộp đơn chung lên Tòa án Công lý Quốc tế nhằm tránh tình trạng toà giải quyết tranh chấp khi các ranh giới đại dương trong vùng được ấn định cho quyền đánh cá và khai thác khoáng sản. Canada luôn hiện diện trong vùng này kể từ năm 1832 khi họ cho xây dựng một hải đăng.
Mặc dù có sự liên thông ngang biên giới được biết đến nhiều nhưng vùng này hiếm khi có một cái tên riêng. Cái tên "Đông Bắc Đại Tây Dương" là thuật ngữ thường được sử dụng nhất khi nói đến nền văn hoá dân gian trong vùng.